# .bq
Pour les articles homonymes, voir BQ.
.bq est désigné, mais non utilisé, comme domaine national de premier niveau (country code top level domain : ccTLD) pour les Pays-Bas caribéens, à la suite de l'attribution, le 15 décembre 2010, par l'Agence de maintenance de l'ISO 3166, du code BQ comme ISO 3166-1 alpha-2 à la zone. Cette décision fait suite à la dissolution des Antilles néerlandaises et au nouveau statut des Pays-Bas caribéens en tant qu'organismes publics des Pays-Bas, le 10 octobre 2010.
Le 15 décembre 2010, le code ISO 3166-1 pour Bonaire, Saint-Eustache et Saba a été modifié pour refléter le BQ codifié pour le ccTLD.
Auparavant, les Pays-Bas caribéens utilisaient l'ancien ccTLD des Antilles néerlandaises, .an, qui a été supprimé en juillet 2015. En tant que partie des Pays-Bas proprement dits, le .nl s'applique également. L'utilisation du domaine de premier niveau est envisagée depuis juillet 2015 et une évaluation économique est en cours à cet effet.
Le choix s'est porté sur BQ car d'autres codes possibles avaient déjà été attribués.